# Jeff Taffe
Jeffrey "Jeff" Charles Taffe, född 19 februari 1981 i Hastings, USA, är en amerikansk före detta professionell ishockeyspelare. Taffe draftades av St. Louis Blues i första rundan, som nummer 30 totalt, i NHL-draften 2000.
Taffe spelade 180 NHL-matcher och representerade mellan 2002 och 2012 sex olika klubbar; Phoenix Coyotes, New York Rangers, Pittsburgh Penguins, Florida Panthers, Chicago Blackhawks och Minnesota Wild. Han spelade över 600 matcher i AHL, där han representerade nio klubbar; Springfield Falcons, Utah Grizzlies, Hartford Wolf Pack, San Antonio Rampage, Wilkes-Barre/Scranton Penguins, Rochester Americans, Rockford IceHogs, Houston Aeros, Hershey Bears. 2012/13 slutade han tvåa i AHL:s poängliga och vann seriens assistliga, då han på 73 matcher noterades för 53 assisteringar.
I slutet av sin karriär, mellan 2014 och 2019, spelade han i Europa. Säsongen 2014/15 spelade han i Linköping HC i SHL, innan han lämnade klubben för att, under två säsonger, spela i KHL för HK Neftechimik Nizjnekamsk och HC Slovan Bratislava. Säsongen 2017/18 spelade han för HC Ambrì-Piotta i Nationalliga A, men återvände sedan till Slovan Bratislava i KHL.
I landslagssammanhang representerade Taffe USA vid två JVM och ett U18-VM.

## Karriär

### Klubblagskarriär
Under tiden som Taffe spelade med University of Minnesota draftades han av St. Louis Blues i första rundan, som nummer 30 totalt, i NHL-draften 2000. 2001 bytte Blues bort rättigheterna till Taffe till Phoenix Coyotes. Efter sin tredje säsong med Minnesota, debuterade Taffe 2002/03 i AHL för Coyotes farmarlag, Springfield Falcons. Under samma säsong fick han också chansen i NHL. Han gjorde sin första match för Coyotes den 14 oktober 2002 och gjorde sitt första NHL-mål den 14 januari 2003 på Brent Johnson i en 1–4-förlust mot St. Louis Blues. Under säsongen spelade Taffe totalt 20 NHL-matcher och noterades för tre mål. Säsongen 2004/05 spelade Taffe för Utah Grizzlies i AHL. Den 24 november 2004 var han involverad i en incident på isen där han armbågade Houston Aeros målvakt Josh Harding i nacken, vilket resulterade i att Harding fick en andra gradens hjärnskakning. Ligan stängde därefter av Taffe i fyra matcher. Under ett spann av tre säsonger, spelade Taffe totalt 82 matcher för Coyotes innan han byttes bort till New York Rangers i utbyte mot Jamie Lundmark under säsongen 2005/06. Han spelade endast två matcher för Rangers innan han byttes tillbaka till Phoenix i ett byte mot Martin Sonnenberg.

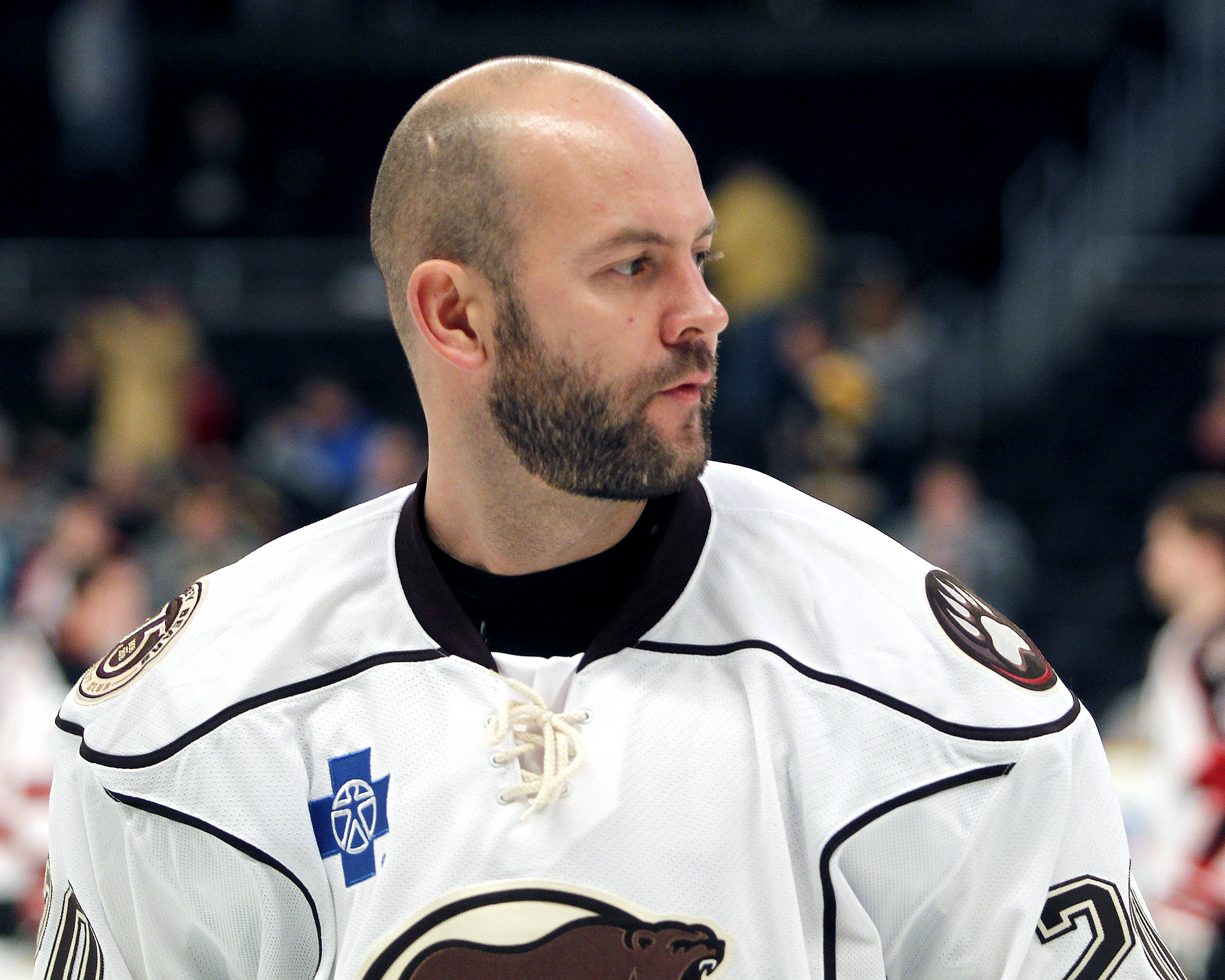
Jeff Taffe med Hershey Bears.

Den 13 juli 2007 skrev Taffe på ett ettårskontrakt med Pittsburgh Penguins. Efter att ha börjat säsongen 2007/08 med Wilkes-Barre/Scranton Penguins, kallades Taffe upp till laget och fick en plats i fjärdekedjan. Under slutspelet petades Taffe i favör för Adam Hall. Därefter förlängde Taffe kontraktet med Penguins men fick endast spela åtta matcher med laget under säsongen 2008/09 – han spelade istället med Wilkes-Barre. Taffe blev uppkallad till Penguins under Stanley Cup-slutspelet. Klubben vann, Taffe spelade aldrig några matcher men fanns med på isen under firandet och lagfotot. Den 3 juli 2009 skrev Taffe ett tvåårskontrakt med Florida Panthers. Vid denna tidpunkt fick Taffe mycket mindre speltid i NHL och spelade mest i AHL. Panthers bytte Jeff Taffe till Chicago Blackhawks, i utbyte mot Marty Reasoner den 22 juli 2010. Taffe blev nedflyttad till farmarlaget Rockford IceHogs strax innan säsongen 2010/11 påbörjades. Drygt ett år senare, den 3 juli 2011, skrev Taffe på för Minnesota Wild. Likt året innan, blev han återigen nedflyttad till Wilds farmarklubb – Houston Aeros. Under säsongen 2011/12 spelade Taffe totalt 5 matcher för Wild i NHL, och noterades för 2 poäng. Den 2 juli 2012 skrev Taffe, på grund av NHL-lockouten 2012/13, ett ettårskontrakt med AHL-klubben Hershey Bears. Taffe vann lagets interna poängliga och slutade tvåa i seriens totala poängliga med 71 poäng på 73 matcher (18 mål, 52 assist). I det efterföljande slutspelet assisterade han, den 20 april 2013, till ett av lagets mål i en 4–2-förlust mot Binghampton Senators, vilket var hans 500:e poäng i AHL.
Efter att ha spelat som proffs under 10 säsonger i Nordamerika skrev Taffe den 17 maj 2013 för första gången på ett kontrakt med en utländsk klubb – ett tvåårskontrakt med Linköping HC i SHL. Men knappt två veckor senare bröts avtalet med Taffe, med hänvisning av privata familjeskäl. Efter ytterligare en säsong med Hershey Bears, skrev Taffe slutligen på ett ettårskontrakt med Linköping den 22 juli 2014. I sin första SHL-match stod Taffe för två assist innan han efter drygt halva matchen drog på sig ett matchstraff efter att ha tacklat Emil Johansson i HV71. På 65 matcher för Linköping stod han för totalt 63 poäng (19 mål, 44 assist) och slutade tvåa i grundseriens poängliga. Efter säsongen stod det klart att Taffe lämnat klubben för spel i KHL med HK Neftechimik Nizjnekamsk. Den 26 augusti 2015 gjorde han sin första match i KHL och drygt en vecka senare, den 1 september, gjorde han sitt första KHL-mål, på Dominik Furch, då Neftechimik föll mot Avangard Omsk med 1–4. Taffe slutade tvåa i lagets interna poängliga med 26 poäng på 56 matcher. I juli 2016 skrev han på för seriekonkurrenten HC Slovan Bratislava. Laget misslyckades med att ta sig till slutspel och på 58 grundseriematcher noterades Taffe för 43 poäng (18 mål, 25 assist) och vann därmed lagets interna poängliga.
I början av augusti 2017 bekräftades det att Taffe skrivit på för HC Ambrì-Piotta i Nationalliga A. I grundserien spelade Taffe 32 matcher och noterades för 19 poäng. Laget slutade näst sist i serien och klarade sig sedan kvar i den högsta divisionen genom kvalspel. Taffe förlängde inte avtalet med klubben, utan återvände istället till HC Slovan Bratislava – vilket klubben meddelade den 22 augusti 2018. Den följande säsongen vann Taffe lagets interna poäng-, assist- och skytteliga. Laget slutade sist i hela KHL och missade därför Gagarin Cup. På 62 grundseriematcher noterades Taffe för 31 poäng (12 mål, 19 assist).

### Landslagskarriär
Taffe har representerat det amerikanska landslaget under ett U18-VM och två JVM-turneringar. 1999 blev han uttagen till USA:s U18-landslag och fick spela det U18-VM som avgjordes för första gången någonsin. USA lyckades bara vinna en av de fyra första matcherna och fick således göra upp om platserna 7-10. Laget slutade sjua efter att ha besegrat både Ukraina och Tyskland med 6–0. På sex matcher noterades Taffe för fem poäng (tre mål, två assist) och var den spelare i USA:s lag som drog på sig flest utvisningsminuter (29).
2000 spelade Taffe sitt första JVM, som avgjordes i Sverige. USA slutade trea i sin grupp och ställdes mot Sverige i en kvartsfinal, som man vann med 1–5. Man föll dock både i den efterföljande semifinalen, mot Tjeckien (1–4), och i bronsmatchen, mot Kanada, med 3–4 efter straffläggning. På sju matcher noterades Taffe för fem poäng (ett mål, fyra assist). Taffe gjorde sitt andra och sista JVM året därpå i Ryssland. USA slutade tvåa i grupp A och i kvartsfinal föll laget med 1–2 mot Kanada. Tillsammans med Jon DiSalvatore var Taffe lagets främste målskytt. På sju matcher noterades han åtta poäng (sex mål, två assist).

## Statistik

### Klubbkarriär
| 2002–03    | Springfield Falcons            | AHL        | 57  | 23  | 26  | 49  | 44  | 5  | 0 | 3  | 3  | 8  |
| 2002–03    | Phoenix Coyotes                | NHL        | 20  | 3   | 1   | 4   | 4   | —  | — | —  | —  | —  |
| 2003–04    | Springfield Falcons            | AHL        | 15  | 10  | 6   | 16  | 19  | —  | — | —  | —  | —  |
| 2003–04    | Phoenix Coyotes                | NHL        | 59  | 8   | 10  | 18  | 20  | —  | — | —  | —  | —  |
| 2004–05    | Utah Grizzlies                 | AHL        | 27  | 9   | 10  | 19  | 35  | —  | — | —  | —  | —  |
| 2005–06    | Phoenix Coyotes                | NHL        | 2   | 0   | 0   | 0   | 0   | —  | — | —  | —  | —  |
| 2005–06    | New York Rangers               | NHL        | 2   | 0   | 0   | 0   | 0   | —  | — | —  | —  | —  |
| 2005–06    | Hartford Wolf Pack             | AHL        | 36  | 6   | 16  | 22  | 34  | —  | — | —  | —  | —  |
| 2005–06    | San Antonio Rampage            | AHL        | 33  | 5   | 6   | 11  | 29  | —  | — | —  | —  | —  |
| 2006–07    | San Antonio Rampage            | AHL        | 59  | 20  | 20  | 40  | 22  | —  | — | —  | —  | —  |
| 2006–07    | Phoenix Coyotes                | NHL        | 17  | 4   | 2   | 6   | 2   | —  | — | —  | —  | —  |
| 2007–08    | Wilkes-Barre/Scranton Penguins | AHL        | 27  | 11  | 10  | 21  | 22  | —  | — | —  | —  | —  |
| 2007–08    | Pittsburgh Penguins            | NHL        | 45  | 5   | 7   | 12  | 8   | —  | — | —  | —  | —  |
| 2008–09    | Wilkes-Barre/Scranton Penguins | AHL        | 74  | 25  | 50  | 75  | 65  | 12 | 5 | 6  | 11 | 22 |
| 2008–09    | Pittsburgh Penguins            | NHL        | 8   | 0   | 2   | 2   | 2   | —  | — | —  | —  | —  |
| 2009–10    | Rochester Americans            | AHL        | 61  | 28  | 28  | 56  | 47  | 7  | 1 | 6  | 7  | 9  |
| 2009–10    | Florida Panthers               | NHL        | 21  | 1   | 1   | 2   | 4   | —  | — | —  | —  | —  |
| 2010–11    | Rockford IceHogs               | AHL        | 74  | 30  | 37  | 67  | 22  | —  | — | —  | —  | —  |
| 2010–11    | Chicago Blackhawks             | NHL        | 1   | 0   | 0   | 0   | 0   | —  | — | —  | —  | —  |
| 2011–12    | Houston Aeros                  | AHL        | 70  | 18  | 35  | 53  | 16  | 4  | 0 | 0  | 0  | 0  |
| 2011–12    | Minnesota Wild                 | NHL        | 5   | 0   | 2   | 2   | 0   | —  | — | —  | —  | —  |
| 2012–13    | Hershey Bears                  | AHL        | 73  | 18  | 53  | 71  | 27  | 5  | 0 | 4  | 4  | 2  |
| 2013–14    | Hershey Bears                  | AHL        | 75  | 21  | 26  | 47  | 23  | —  | — | —  | —  | —  |
| 2014–15    | Linköping HC                   | SHL        | 54  | 18  | 41  | 59  | 43  | 11 | 1 | 3  | 4  | 2  |
| 2015–16    | HK Neftechimik Nizjnekamsk     | KHL        | 56  | 12  | 14  | 26  | 18  | 4  | 1 | 0  | 1  | 0  |
| 2016–17    | HC Slovan Bratislava           | KHL        | 58  | 18  | 25  | 43  | 60  | —  | — | —  | —  | —  |
| 2017–18    | HC Ambrì-Piotta                | NLA        | 32  | 4   | 15  | 19  | 12  | 4  | 2 | 5  | 7  | 2  |
| 2018–19    | HC Slovan Bratislava           | KHL        | 62  | 12  | 19  | 31  | 18  | —  | — | —  | —  | —  |
| AHL totalt | AHL totalt                     | AHL totalt | 681 | 224 | 323 | 547 | 405 | 33 | 6 | 19 | 25 | 41 |
| NHL totalt | NHL totalt                     | NHL totalt | 180 | 21  | 25  | 46  | 40  | —  | — | —  | —  | —  |
| KHL totalt | KHL totalt                     | KHL totalt | 176 | 42  | 58  | 100 | 96  | 4  | 1 | 0  | 1  | 0  |
| SHL totalt | SHL totalt                     | SHL totalt | 54  | 18  | 41  | 59  | 43  | 11 | 1 | 3  | 4  | 2  |

### Internationellt
| År            | Lag           | Turnering     |               | Matcher | Mål | Assist | Poäng | Utv. |
| ------------- | ------------- | ------------- | ------------- | ------- | --- | ------ | ----- | ---- |
| 1999          | USA           | U18-VM        | 6             | 3       | 2   | 5      | 29    |      |
| 2000          | USA           | JVM           | 7             | 1       | 4   | 5      | 2     |      |
| 2001          | USA           | JVM           | 7             | 6       | 2   | 8      | 6     |      |
| Junior totalt | Junior totalt | Junior totalt | Junior totalt | 20      | 10  | 8      | 18    | 37   |